# NGC 765
NGC 765 je spirální galaxie s příčkou v souhvězdí Berana. Její zdánlivá jasnost je 13m a úhlová velikost 2,8′ × 2,8′. Je vzdálená 234 milionů světelných let. Galaxii objevil 8. října 1864 Albert Marth.